# Prince of Players
Prince of Players (br O Gênio da Ribalta) é um filme estadunidense de 1955, dirigido por Philip Dunne.

## Elenco
- Richard Burton - Edwin Booth
- Maggie McNamara - Mary Devlin Booth
- John Derek - John Wilkes Booth
- Raymond Massey - Junius Brutus Booth
- Charles Bickford - Dave Prescott
- Elizabeth Sellars - Asia Booth
- Eva La Gallienne - Gertrude
- Christopher Cook - Edwin Booth - 10 anos
- Louis Alexander - John Booth - 12 anos
- Eleanor Audley - Sra. Montchesington
- Ruth Clifford - Enfermeira inglesa (não-creditada)
- Lane Chandler - Coronel (não-creditado)
- Edmund Cobb - Proprietário do celeiro (não-creditado)
- Jack Mower - Homem na audiência do Hamlet (não-creditado)
- Bob Reeves ...Manifestante no Teatro (não creditado)